# Kalinków
Kalinków is een plaats in het Poolse district  Piotrkowski, woiwodschap Łódź. De plaats maakt deel uit van de gemeente Aleksandrów en telt 180 inwoners.